# Rhynchocyon cirnei reichardi
Rhynchocyon cirnei reichardi is een van de zes ondersoorten van het gevlekte slurfhondje (Rhynchocyon cirnei). 

## Kenmerken
De kop-romplengte bedraagt 229 tot 253 (gemiddeld 242,0) mm, de staartlengte 196 tot 234 (213,8) mm, de totale lengte 439 tot 474 (455,8) mm, de achtervoetlengte 63 tot 70 (66,8) mm, de oorlengte 28 tot 31 (29,6) mm en het gewicht 320 tot 420 (352,0) g (gebaseerd op tien exemplaren).

## Verspreiding
Deze ondersoort komt voor in Zuid- en West-Tanzania, Noordoost-Zambia, Noord-Malawi en Oost-Congo-Kinshasa. De typelocatie is het Nyikaplateau in Zambia en de vorm swynnertoni Kershaw, 1923 wordt als een synoniem beschouwd. R. c. reichardi komt in het Udzungwagebergte op kleinere hoogte (450 tot 870 m) voor dan de endemische R. udzungwensis, die alleen op minstens 1000 m hoogte gevonden is. R. c. reichardi leeft anders dan andere slurfhondjes alleen in de droge tijd in het bos; in het natte seizoen bewoont dit dier graslanden. 